# Stimme (Wahl)

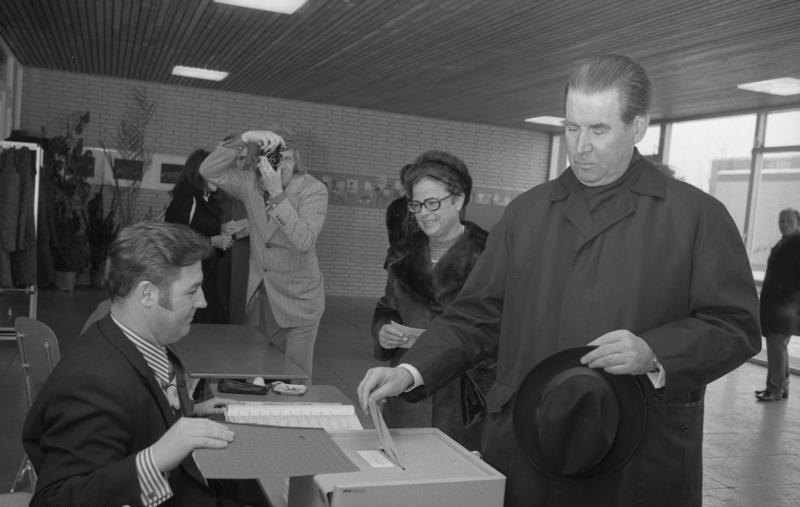
Stimmabgabe von Gerhard Schröder am 19. November 1972

Stimme (auch Votum; englisch vote, französisch vote) ist bei Wahlen oder sonstigen Abstimmungen eine Zähleinheit zur Ermittlung des Wahlergebnisses von Personen, Parteien oder bestimmten Sachverhalten oder Themen.

## Voraussetzungen
Eine Stimme darf nur von Wahl- oder Stimmberechtigten abgegeben werden. Die Berechtigung zur Stimmabgabe geht aus eigens hierfür erlassenen Rechtsvorschriften oder Geschäftsordnungen hervor. Unbefugt wählt daher nach § 107a Abs. 1 StGB, wer unberechtigt eine Stimme bei der Wahl abgibt (Wahlfälschung). Dies umfasst zunächst alle Fälle, in denen jemand kein Wahlrecht besitzt. Das kann der Fall sein, wenn er das Wahlalter noch nicht erreicht hat oder ihm das aktive Wahlrecht aberkannt wurde. Für Abstimmungen gilt der in Art. 38 Abs. 1 GG für Abgeordnete des Deutschen Bundestags aufgestellte Wahlrechtsgrundsatz der allgemeinen, unmittelbaren, freien, gleichen und geheimen Wahl für alle Wahlen oder sonstigen Abstimmungen. Frei bedeutet, dass eine Stimme frei von jeglichen staatlichen oder sonstigen Beeinflussungen abgegeben werden kann. Geheime Wahlen bedeutet, dass die Stimmabgabe des Stimmberechtigten der Öffentlichkeit verborgen bleibt. Dieser letztgenannte Grundsatz gilt meist lediglich bei politischen Wahlen, andere Abstimmungen erfolgen meist offen.
Im Regelfall hängt die Stimmberechtigung vom Lebensalter (bei politischen Wahlen) und/oder der Zugehörigkeit zu oder Mitgliedschaft in bestimmten Interessengruppen (Gewerkschaftsmitglieder) oder Gremien (Papstwahl) ab. Stimmabgaben kommen vor bei politischen Wahlen (wie für Parlamente, Parteien), Versammlungen jeder Art (Hauptversammlung, Eigentümerversammlung), Veranstaltungen (Eurovision Song Contest) oder Verhandlungen.

## Stimmgewicht und Stimmabgabe
Eine wirksame Stimmabgabe kann drei Abstimmungsmöglichkeiten zum Inhalt haben, und zwar zustimmend („ja“), ablehnend („nein“) oder enthaltend. Jede stimmberechtigte Person besitzt generell eine Stimme wie etwa der Wohnungseigentümer gemäß § 25 Abs. 2 WEG. Ausnahmen gibt es, wenn nicht die Stimme ausschlaggebend ist, sondern das durch sie repräsentierte Vermögen. Das ist beispielsweise der Fall, wenn ein Aktionär bei der Hauptversammlung mehrere Aktien vertritt; sein Stimmrecht hat dann nach § 134 Abs. 1 AktG eine nach Aktiennennbeträgen oder Stückzahl gewichtete Bedeutung. Auch mehrere verschiedene (aber gleichberechtigte) Stimmen sind bei einer Wahl (z. B. im deutschen Wahlrecht) möglich, dann kann bei einer Wahl eine Erststimme und eine Zweitstimme abgegeben werden.
Zum Zwecke der Zählung kann die Stimmabgabe durch Handzeichen, Stimmzettel oder in anderer Form erfolgen. Die Stimmabgabe entspricht dem Demokratieprinzip, wobei relative Mehrheiten, einfache Mehrheiten, qualifizierte Mehrheit oder absolute Mehrheiten für die Wahl von Personen, Parteien oder die Auswahl von Themen maßgeblich sein können.
Bei Wahlen mit einer hohen Anzahl an Stimmen (z. B. im Millionenbereich) wird häufig kritisiert, eine einzelne Stimme könne ohnehin nichts bewirken. Das stimmt aber nicht, denn jede Stimme hat in einer Demokratie dasselbe Gewicht und trägt zu gleichen Teilen zum Gesamtergebnis bei. Ein Wahlergebnis mit einer hohen Symbolkraft für eine einzelne Wählerstimme hat sich insbesondere bei der Landtagswahl in Kärnten 2013 ergeben: Hier hat eine einzige Wählerstimme dazu beigetragen, dass sich ein Landtagsmandat mehr als zuvor prognostiziert geändert hat. Damit entstand eine verfassungsändernde Zweidrittelmehrheit im Landtag, mit deren Hilfe im Jahr 2017 der Parteienproporz in der Landesregierung abgeschafft werden konnte.

## Stimmzählung
Die Stimmzählung muss organisiert sein und wird bei politischen Wahlen durch Wahlkommissionen durchgeführt. Dabei ist zwischen gültigen und ungültigen Stimmen zu unterscheiden, nur erstere sind bei der Zählung zu berücksichtigen. Zählungsfehler sind die Zählung einer unzulässigen (ungültigen oder unberechtigten) Stimme oder die Nichtzählung einer zulässigen Stimme. Insbesondere bei politischen Wahlen gibt es eine große Vielfalt von Verrechnungsverfahren (Mehrheitswahl, Verhältniswahl), die teilweise recht kompliziert sind (D’Hondt-Verfahren) und es dem Wähler ausgesprochen schwer machen, nachzuhalten, was eigentlich mit seiner Stimme geschieht. Diese behindern die ansonsten bei öffentlicher Stimmabgabe und -zählung vorhandene Transparenz.